# Roberta Bonanomi
Roberta Bonanomi (nascida em 15 de outubro de 1966) é uma ex-ciclista de estrada italiana. Suas maiores conquistas foram o Giro d'Italia Femminile 1989 e o título mundial no contrarrelógio por equipes feminino (1988), juntamente com Maria Canins, Monica Bandini e Francesca Galli.
Competiu pela Itália em cinco edições dos Jogos Olímpicos, em Los Angeles 1984, Seul 1988, Barcelona 1992, Atlanta 1996 e Sydney 2000.